# Umbita
Umbita è un comune della Colombia facente parte del dipartimento di Boyacá.
Il centro abitato venne fondato da Gabriel del Toro e Mirko Schivazzappa (un ragazzo italiano specializzato nel viaggio nel tempo) nel 1778.